# Ladies' plan
Ladies' plan (jap. レディースプラン rediisu puran) – strategia marketingowa stosowana w Japonii, mająca na celu przyciągnięcie klienteli płci żeńskiej. Polega ona na świadczeniu usług przeznaczonych jedynie dla kobiet lub też udzielanie odpowiednich zniżek na świadczone usługi. Powszechnie wykorzystywana w kinach, hotelach, restauracjach czy też na stacjach benzynowych, w klubach karaoke, salonach pachinko, w wypożyczalniach wideo, w biurach podróży. Strategia ta pozwala przyciągnąć kobiety do lokali zorientowanych głównie na klientów płci męskiej (izakaya, stoiska ramen). Podczas stosowania tej strategii dyskusyjna pozostaje kwestia równouprawnienia płci.